# Johann Daniel Albrecht Hoeck
Johann Daniel Albrecht Hoeck, auch Johann Daniel Albrecht Höck (* 13. Mai 1763 in Gaildorf; † 7. Januar 1839 in Ansbach) war ein deutscher Kameralist und Statistiker.

## Leben

### Familie, Kindheit, Jugend, Ausbildung
Johann Daniel Albrecht war der Sohn von Johann Gottfried Hoeck, Amtmann, und Juliana Dorethea Margaretha Salvelder, die 1759 geheiratet hatten. Sein Großvater war der Kanzleirat Johann Jacob Hoeck. Sein Vater starb am 17. Juni 1764, als seine ältere Schwester vier Jahre, sein älterer Bruder Johann Karl (* 2. Mai 1761) drei Jahre und er 14 Monate alt waren; seine Mutter und ihr Schwager kümmerten sich um die Erziehung der Kinder. Im Frühjahr 1777, er war 14 Jahre alt, begann Johann Daniel Albrecht eine Ausbildung in Kameralistik und Forstökonomie bei der gräflichen Verwaltung in Gaildorf. Ab dem Sommer-Semester 1780 studierte er Kameralwissenschaften und Statistik, Landwirtschaft, Kammerrechnungswesen, Mathematik und Naturwissenschaften in Gießen; sein älterer Bruder Johann Karl nahm zur gleichen Zeit dort ein juristisches Studium auf; dieser heiratete – nach einer Anstellung auf Schloss Gottorf und danach in Meerholz – am 29. Juli 1784 die Pfarrerstochter Wilhelmine Sophie Hedwig Frank aus Meerholz.
Johann Daniel Albrecht bekleidete nach dem Studium (1783) eine Hofmeisterstelle und eine als Fiskalactuarius in Hanau und zeichnete eine Ansicht seiner Heimatstadt Gaildorf, die in Hanau von dem Kupferstecher Johann Jacob Müller gestochen wurde. Ebenfalls 1783 veröffentlichte er eine „Topographische Beschreibung der fränkischen Herrschaft Limburg“.

### Zehn Jahre Registrator in Meerholz
1786 trat er in der Residenz der Grafschaft Ysenburg-Büdingen-Meerholz in Meerholz in ysenburgische Dienste als zweiter Sekretär und Registrator. Der in diesem Jahr verstorbene Meerholzer Registrator Philipp Christoph Frank war sein Schwager. Graf Johann Friedrich Wilhelm zu Ysenburg und Büdingen in Meerholz (regierte 1774–1802) war über seine Mutter Eleonore Juliane (1703–1762), Tochter des Grafen zu Solms-Rödelheim-Assenheim, an dem Erbe von Limpurg-Gaildorf beteiligt.
1790 zeichnete und publizierte er eine Karte der Grafschaft Ober-Isenburg. In seiner Meerholzer Zeit entstanden auch seine ersten großen landeskundlichen Handbücher.

### Professor in Erlangen
Nach zehn Jahren Tätigkeit in Meerholz und der Publikation zahlreicher Schriften erhielt er 1796 einen Ruf als ordentlicher Professor der Philosophie und Kameralwissenschaft nach Erlangen (Ernennung durch König Friedrich Wilhelm von Preußen am 3. Februar 1796, Besoldung: 500 Gulden jährlich); er schied aber bereits nach einem Jahr dort aus.

### Polizeidirektor in Schwabach
Von 1797 bis 1808 war Hoeck Polizeidirektor (Justizrath) im von 1792–1806 preußischen Schwabach. Er hatte u. a. die Aufsicht über die dortige Zucht- und Irrenanstalt. 1806 wurde Ansbach bayerisch (Königreich Bayern), 1808 verschwand im Zuge einer Verwaltungsreform seine Stelle. In der Folgezeit wurde er als Finanzrat in Ansbach und Bamberg eingesetzt, ehe er 1811 in Würzburg Regierungsrat und später Landesdirektionsrat wurde.
Ab 1817 im Ruhestand hielt er sich in Nürnberg und auch in Baiersdorf auf, zog sich aber bald nach Ansbach zurück, wo er auch starb.
„Ein Mann von unermüdlichem Sammelfleiße, vielseitigen Kenntnissen in allen Zweigen der Wirtschaft und Technik, und einem praktischen Sinn für übersichtliche Anordnung und Vergleichung besonders statistischen Stoffes, hat er eine reiche litterarische Thätigkeit, besonders auf dem Gebiete der Landwirthschaft und Industrie, der Staatseinrichtungen und wirthschaftlichen Statistik entfaltet, ohne doch einen bleibenden Einfluß auf die Wissenschaft auszuüben.“

## Das Hoecksche Haus am Marktplatz in Gaildorf
Hoeck und seine drei Geschwister haben am 15. März 1813 ihr Elternhaus (seit drei Generationen in Familienbesitz, sein Großvater Johann Jacob hatte das Haus von Dorothea Wilhelmine Sophia Gräfin von Waldeck-Pyrmont erworben), das Hoecksche Haus am Marktplatz in Gaildorf verkauft. Käufer des Hauses mit Garten und Gartenhaus waren die Stadt Gaildorf und das Oberamt, die dort ein Rathaus und die Stadtschreibereiwohnung einrichten wollten (Kaufpreis: 4000 Gulden). Bis 1967 (Umzug der Stadtverwaltung in das Neue Schloss) war das Haus der Sitz der Stadtverwaltung.

## Topografische Werke Galerie

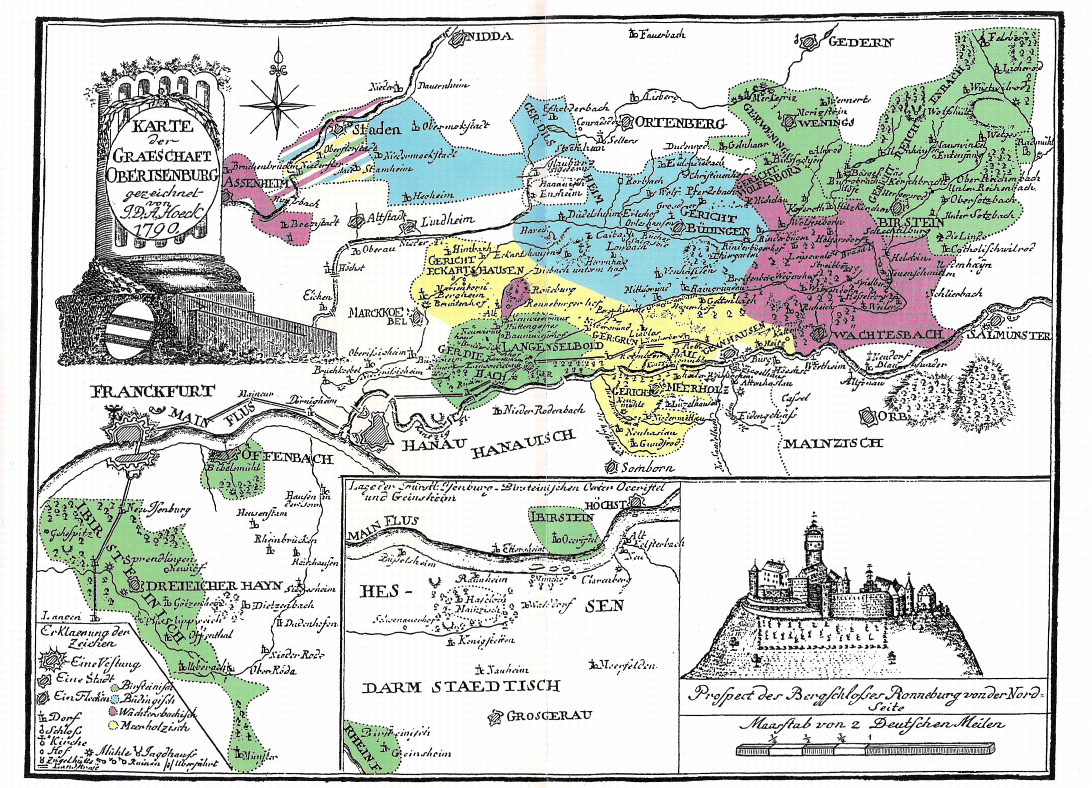
Karte der Grafschaft Oberisenburg (1790) von Johann Daniel Albrecht Hoeck
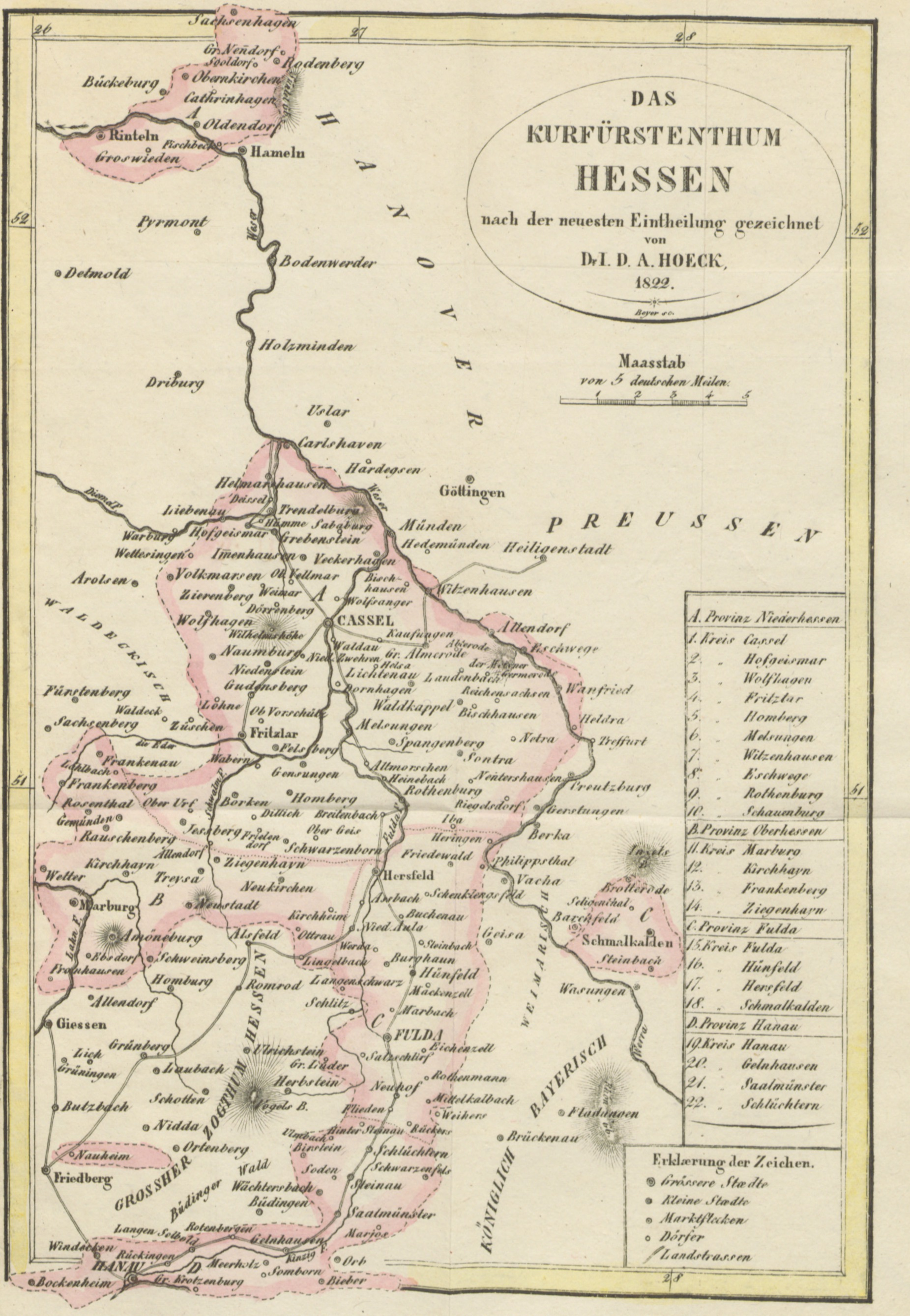
Topographie des Kurfürstenthums Hessen

## Schriften (Auswahl)
- Biographisch-litterarische Nachrichten von Oekonomen und Kameralisten. Gießen 1784.
- Die Verfassung der vereinigten Niederlande, aus authentischen Quellen beschrieben. Reiffenstein, Frankfurt am Main 1785.
- Historisch-statistische Topografie der Grafschaft Oberisenburg mit einer Landkarte. Jägersche Buchhandlung, Frankfurt am Main 1790 (Digitalisat).
- mit Peter Adolph Winkopp: Magazin für Geschichte, Statistick, Litteratur und Topographie der sämtlichen deutschen geistlichen Staaten. Orell, Geßner, Füßli & Co., Zürich, Bd. 1, 1790 (Digitalisat). Den zweiten Band (1791) gab Peter Adolph Winkopp allein heraus.
- Materialien zu der Geschichte, Statistik und Topographie der deutschen Reichsgrafschaften. 3 Bände. Johann Gottlob Pech, Frankfurt am Main 1791–1792 (Band 1, Band 2, Band 3).
- Ökonomische Abhandlung von der Schweinszucht. Jägersche Buchhandlung, Frankfurt am Main 1792 (Digitalisat).
- Statistische Übersicht der Deutschen Staaten in Ansehung ihrer Grösse, Bevölkerung, Producte, Industrie und Finanzverfassung. Decker, Basel 1800 (Digitalisat).
- Zusätze und Berichtigungen zu dem Geographisch-Statistisch-Topographischen Lexikon von Baiern. Stettinische Buchhandlung, Ulm 1802 (Digitalisat).
- Versuch einer Literatur des Schachspiels. In: Aaron Reinganum: Ben-Oni oder die Vertheidigungen gegen die Gambitzüge im Schache, nach bestimmten Arten klassificirt. Hermann, Frankfurt am Main 1825, S. 163–176 (Digitalisat).
- Geschichte und Beschreibung der im königl. baier. Rezatkreise liegenden Stadt Baiersdorf und der Ruine Scharfeneck. Nebst einer Autobiographie des Verfassers. Verlag der Riegel und Weißner´schen Buchhandlung, Nürnberg 1834 (Digitalisat, hier S. 73–86 Autobiografie und Werkverzeichnis).